# Santa Maria AB
Santa Maria AB er en svensk producent af krydderier og smagsforstærkere. Virksomheden er en del af Paulig og har hovedkvarter i Göteborg. Varemærket og virksomheden er opkaldt efter skibet Santa Maria.
Santa Maria blev etableret som en familievirksomhed af Armin Mattsson i 1946. I 2011 blev Santa Maria solgt til Paulig.